# Jean Law de Lauriston
Pour les articles homonymes, voir Law de Lauriston.
Jean Law de Lauriston, brigadier d'infanterie, commandant les troupes françaises dans l'Inde, né à Paris le 5 octobre 1719, décédé le 16 juillet 1797 à Paris, il est le neveu du refondateur de la Compagnie des Indes, le célèbre financier John Law.

## Biographie
D'une famille d'Écosse très ancienne, il avait obtenu d'abord la faveur de la cour par la protection de la duchesse de Bourbon, fille légitimée de Louis XIV. Il part aux Indes vers 1742, il entame une brillante carrière d'administrateur sous le régime de la Compagnie et du Roi.
Intelligent et entreprenant, très au fait des affaires de l'Inde, où il sait fort bien asseoir sa fortune, il rencontre Surville qui en 1764 le conduit à Pondichéry sur le Duc-de-Praslin et discute avec lui des possibilités commerciales que l'on pourrait développer dans les colonies.
Il est successivement directeur de la loge de Cassimbazar (1747), Conseiller au Conseil supérieur de Pondichéry (1752), commandant général des Établissements français en Indes orientales, puis gouverneur de Pondichéry (à partir de 1764).
Il est rappelé de l'Inde en 1776 et remplacé par Guillaume Léonard de Bellecombe, reçoit du ministre l'assurance que le roi est satisfait de ses services et n'entend pas ainsi marquer son mécontentement. Il termine sa carrière comme maréchal de camp en 1780 avec la croix de Saint Louis.
Le 13 septembre 1755, il a épousé Jeanne de Carvalho, née en mai 1735 à Chandernagor et fille d'un négociant à Calcutta. Ils ont neuf enfants, dont
- Jean Guillaume Law de Lauriston, Membre de l'Expédition Lapérouse (1766-1788) ;
- Jacques Jean Alexandre Bernard Le Maréchal Law de Lauriston, Marquis de Lauriston (1768-1828) ;
- Charles Louis Law de Lauriston (1769-1849), marié vers 1810 avec Agnès de Boubers (1785-1816)
- Louis Georges Law de Lauriston, négociant (1773-1834), marié le 30 janvier 1806 à Paris avec Agnès de Vernety (1785-1871)[2].

Troisième suppléant comme député des Comptoirs de l'Inde, il ne siège pas.

## Source et bibliographie
« Jean Law de Lauriston », dans Charles Mullié, Biographie des célébrités militaires des armées de terre et de mer de 1789 à 1850, 1852 [détail de l’édition]
- Anquetil-Duperron, Voyage en Inde, 1754-1762: relation de voyage en préliminaire à la traduction du Zend-Avesta, École Française d'Extrême-Orient, Maisonneuve & Larose